# 中國民航 (雜誌)
《中國民航》是由中國民用航空局主管的中國民航系統權威航机杂志。由亞洲飛航雜誌有限公司設計、製作，是唯一能在中國主要航空公司的所有國內外主要航線上發行的航機雜誌。

## 历史
自1982年以來，《中國民航》航機雜誌的發行量隨著中國航空市場發展增長。
2005年，《中國民航》航機雜誌的發行量達到了每月25萬冊，躋身於經香港出版銷數公證會發行認證的中國大型刊物之列。